# 支語
支語和支語警察是大約2020年代流行的台灣網路用語，最初起源自Komica。在香港，中国大陆用语又被称为匪語。隨著中國大陸娛樂業崛起，大量中國大陸影視節目、流行歌曲與迷因開始在台灣年輕人中傳播，以及抖音、淘寶、小紅書等中國大陸應用程式日漸廣泛使用，令許多中國大陸用語逐漸引入台灣的日常生活；有些政界和民間人士（尤其是民主進步黨與其支持者）認為這是中共的統戰手段，擔憂年輕人在不知不覺中遭到中國大陸文化入侵的「思想改造」。
台派鄉民在批踢踢、Dcard等平台糾察或討論「視頻」、「質量」、「格局」等中國大陸用語，並且貶稱之作「支語」，也即是「支那（China）的用語」； 與此同時，出現另一個用語「支語警察」，原先是指糾察使用支語的人，用意是諷刺中國大陸用語，後來演變成諷刺看到中國大陸用語就「崩潰」的人。
2023年，時代力量立委陳椒華質詢教育部長潘文忠，台灣教科書出現中國大陸用詞，國家教育研究院審查不該草率行事； 親中派形容對外來用詞如此敏感，是一種意識形態作祟，反而達人、定食、御宅等日文漢字詞彙卻能够大行其道。
而香港部分音譯用語傳入中國大陸后也被認為是中國大陸用語，這在Threads中引發台灣與香港用戶的爭論。

## 另見
- 語言純化
- 語言分離主義
- 支人、支語，部分台灣人對中國人（Chinese）的貶稱，有時不區分來自兩岸三地或其他海外地區的華人華裔
- 殘體字，部分台灣人對簡化字的貶稱，有時不區分來自中國大陸、星馬或其他地區的使用者
- 識正書簡
- 兩岸用語
- 台語
- 華語
- 國語
- 台灣國語
- 普通話
- 香港中文
- 支那語（「中國語」的歷史用詞）
- 親中媒體
- 兩岸關係
- 統戰

## 外部連接
- 對所謂支語警察之我見 （页面存档备份，存于），財團法人中央廣播電臺 2022-11-17
- 支語警察與戰狼 （页面存档备份，存于），財團法人中央廣播電臺 2024-07-03
- 支語警察列「中國5用詞」台灣超常見！全場同感暴怒：聽到就煩 （页面存档备份，存于），民視新聞網 2024-06-11
- 怕「支語入侵」動搖臺灣認同 ，就不能忽略「華語國家」才是中國統戰最大利基 （页面存档备份，存于），沃草 2021-07-07
- 愛台灣卻為了中國用語吵架：支語警察，與討厭支語警察的人們 （页面存档备份，存于），2020-07-17